# Les Oiseaux (Aristophane)
Pour les articles homonymes, voir Les Oiseaux.
Les Oiseaux (en grec ancien Ὄρνιθες / Órnithes) est une comédie grecque antique écrite par Aristophane. Elle est représentée aux Grandes Dionysies en 414 av. J.-C., pendant la guerre du Péloponnèse, où elle gagne le deuxième prix.
Cette pièce est une utopie politique et une critique : deux Athéniens, Évelpidès et Pisthétaïros, dégoûtés de leur ville corrompue et en proie à la guerre, fondent une cité chez les oiseaux (en grec ancien Νεφελοκοκκυγία / Nephelokokkugía, Coucouville-les-Nuées ou Coucouville-les-Nuages). Dans ce texte, l'auteur fait preuve d'insolence envers la religion : les dieux de l'Olympe sont remplacés par les oiseaux, qui deviennent les nouveaux dieux.

## Résumé

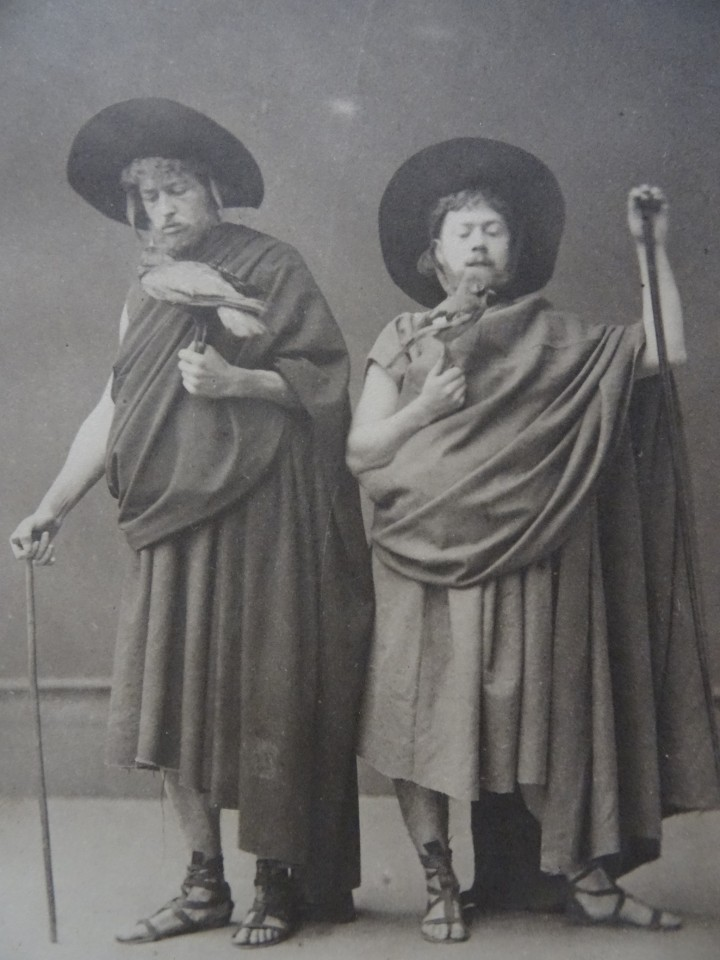
Pisthétaïros et Evelpides, dans une représentation des Oiseaux à Cambridge, en 1883.

L'argument de la pièce est le suivant : deux Athéniens âgés, Evelpidès et Pisthétaïros (Εὐελπίδης et Πισθέταιρος), lassés d'Athènes, décident de fuir la capitale gangrenée par la corruption, les politiciens, les procès et la guerre. Ils se mettent à la recherche d'un endroit où ils peuvent vivre tranquillement. Au début de la pièce, les voici dans un bois, avec une corneille et un choucas pour  guides, à la recherche de  Térée-la-Huppe — Térée a été dans une vie antérieure un homme avant d'être transformé en huppe —, afin qu'il leur indique un endroit où ils pourront vivre loin de leurs concitoyens en compagnie des oiseaux,. S'ils s'adressent à Térée, c'est parce qu'il a été un homme, si bien qu'il comprend ce que les deux cherchent. C'est aussi car il est devenu par la suite un oiseau, ce qui lui a permis de survoler toute la terre et de connaître ainsi le lieu idéal où vivre. En outre, Oiseaux et hommes peuvent dialoguer car comme Térée a été un humain, il parle aussi bien le langage des hommes que celui des oiseaux. Il a, de plus, enseigné le langage humain à l'ensemble des oiseaux. 
Ayant trouvé Térée-la-Huppe, Pisthétaïros propose l'idée suivante : que les Oiseaux mettent donc des murailles au ciel et fondent une cité, entre la terre et la demeure des dieux. Ce sera la ville idéale, car les oiseaux savent mener une vie heureuse. La Huppe est d'accord, et propose d'exposer cette idée à tous les autres oiseaux, qu'il convoque. Ceux-ci répondent à son appel, affluant en nombre. Mais en voyant les deux hommes, ils ne cachent pas leur méfiance, qui vient de l'inimitié ancestrale entre les humains, brutaux, et eux. Pourtant, la Huppe réussit à retourner leur hostilité et les Oiseaux acceptent d'écouter Pisthétaïros. Ce dernier les convainc qu'autrefois, « avant le règne de Zeus », leur espèce dominait aussi bien les hommes que les dieux, et il leur expose son plan qui doit leur permettre de retrouver cette ancienne souveraineté. Il s'agit de construire une cité entre terre et ciel, que l'on appellera Νεφελοκοκκυγία / Nephelokokkugía, « Coucouville-les-Nuées » ou « Coucouville-les-Nuages ». Elle sera entourée par un mur qui coupera les relations entre les hommes et les dieux de l'Olympe, et permettra aux premiers d'intercepter les offrandes destinées aux seconds,. En outre, ces derniers ne pourront plus traverser le ciel pour descendre sur terre. 
Conquis par l'idée, les Oiseaux se lancent dans la construction de la ville afin de donner corps à l'utopie. Mais les travaux ne sont pas terminés que des hommes y affluent, espèces de « candidats terrestre à l'immigration »: un inspecteur des impôts, un diseur d'oracle intéressé par l'appât du gain, un mauvais poète qui veut se faire payer en échange des vers qu'il composera sur la cité, un sycophante... Pisthétaïros chasse l'un après l'autre ces importuns. Bientôt, un messager lui annonce que le mur d'enceinte est terminé.
Quant aux dieux de l’Olympe, les voici fort mal : les hommes ne leur sacrifient plus, si bien que les fumées des sacrifices (dont ils ont besoin pour vivre) ne leur parviennent plus. Contraints de jeûner, affamés, ils envoient donc Iris, fille de Zeus, pour signifier aux hommes de reprendre les sacrifices — en vain. Voilà qu'arrive ensuite Prométhée, venu de sa propre initiative et à l'insu des dieux. Il explique à Pisthétaïros la situation des dieux, forcés de jeûner, lui annonçant qu'une ambassade composée de Poséidon, Héraclès et Triballe (un dieu barbare et stupide) va venir. Il recommande à Pisthétaïros de ne négocier qu'à deux conditions : les dieux devront abandonner leur souveraineté aux Oiseaux, et lui donner Royauté (la parèdre de Zeus) en mariage. Quand les trois dieux sont là, Pisthétaïros suit les conseils de Prométhée et l'emporte, jouant pour cela de la gourmandise d'Héraclès et de la stupidité de Triballe pour venir à bout des réticences de Poséidon : Zeus renoncera à sa souveraineté,. 
Au terme de ces négociations, un messager s'avance : « Ô vous les oiseaux, triplement bénis ! / Faites entrer votre roi dans son merveilleux palais. / (...) Il s'avance, avec à son bras sa femme / Si belle qu'il n'y a pas de mots... ». La pièce se termine donc sur la victoire des Oiseaux, qui sont les nouveaux dieux, et sur la féérie du mariage de Pisthétaïros et Royauté.

## Analyse

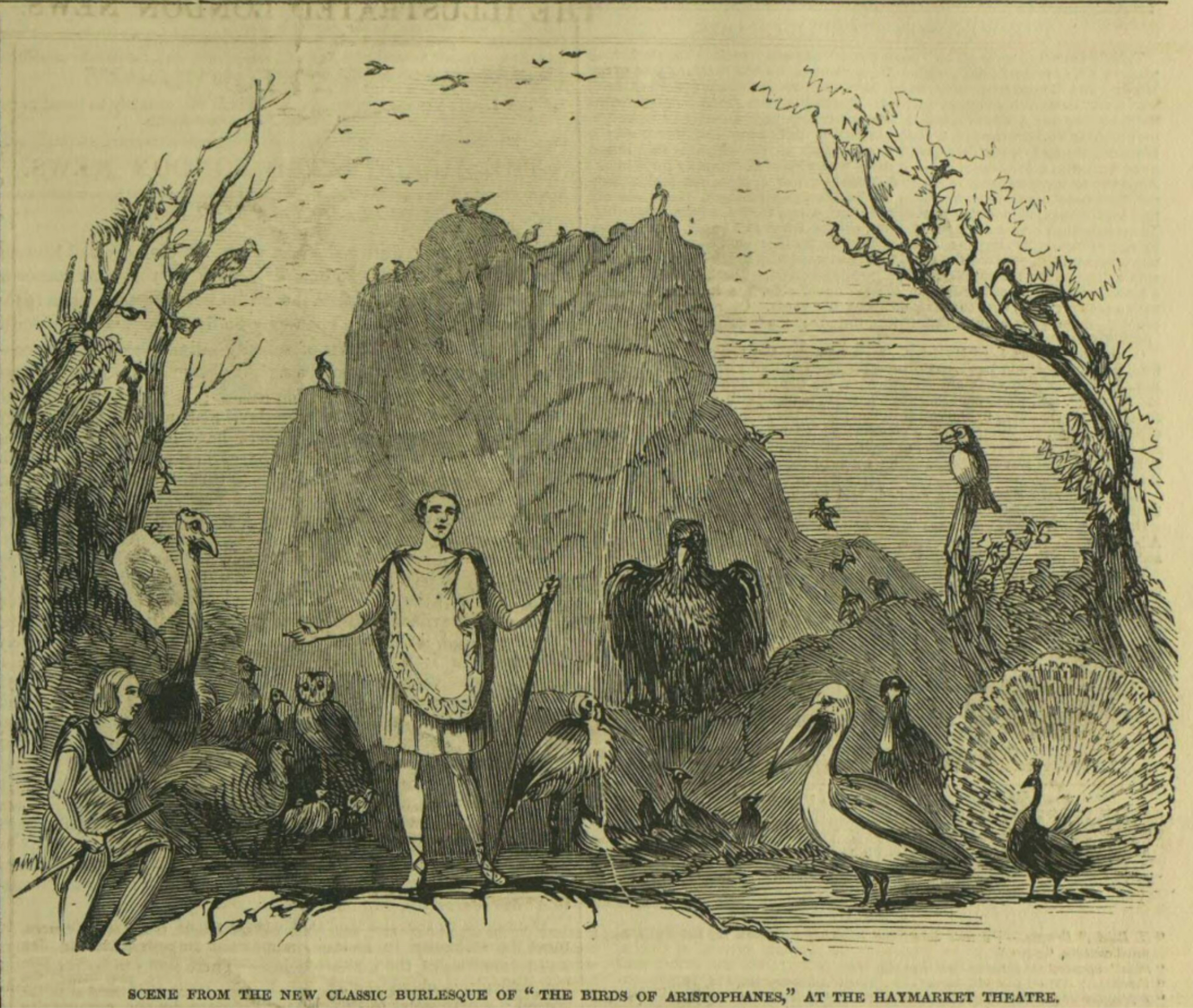
Anonyme. Les Oiseaux, au théâtre Haymarket. Illustration pour The Illustrated London News, 18 avril 1846.

Selon Jean Defradas, dans cette pièce plus que dans toutes ses autres comédies, Aristophane a créé un monde féérique, et il fait preuve d'une très grande invention verbale. Il se moque quelque peu des dieux, mais c'est par esprit bouffon plus que par attaque de la religion. C'est cet esprit qui lui permet, dans une pièce représentée lors d'une fête religieuse, de montrer les dieux dans des postures comiques, voire ridicules.
La pièce fait écho, deux mille quatre cents ans plus tard, à des préoccupations contemporaines : immigration, impôts, politique intérieure... Ainsi : « Le délire consistant à élever des murailles autour de Coucou-les-Nuages pour mieux prélever des impôts sur l’odeur des fumées de sacrifice trouve, dans sa drôlerie improbable, de sombres échos dans les murailles contemporaines, dans la privatisation de tout espace naturel ou commun ».
Dans son émission « Quand les dieux rôdaient sur la Terre », consacrée à la mythologie grecque sur France Inter, Pierre Judet de la Combe consacre deux épisodes à cette pièce en février 2025. Il fait un parallèle entre l'ascension de Pisthétaïros et Evelpidès et l'arrivée au pouvoir de Donald Trump et Elon Musk.